# Molophilus tenuiclavus
Molophilus tenuiclavus är en tvåvingeart som beskrevs av Alexander 1927. Molophilus tenuiclavus ingår i släktet Molophilus och familjen småharkrankar. Inga underarter finns listade i Catalogue of Life.